# Pochuta
Pochuta est une ville du Guatemala dans le département de Chimaltenango.